# Seznam dílů seriálu Star Trek: Enterprise
Toto je seznam dílů seriálu Star Trek: Enterprise. Americký televizní sci-fi seriál Star Trek: Enterprise čítá celkem 98 dílů rozdělených do 4 řad. Vysílán byl na stanici UPN. První epizoda s názvem „Setkání u Broken Bow“ byla v USA premiérově odvysílána 26. září 2001, poslední díl „Toto jsou cesty…“ měl premiéru 13. května 2005.
V Česku byl tento seriál poprvé uveden na stanici AXN mezi lety 2005 a 2007.

## Přehled řad
| Řada | Díly | Premiéra v USA | Premiéra v USA  | Premiéra v ČR     | Premiéra v ČR     |
| Řada | Díly | První díl      | Poslední díl    | První díl         | Poslední díl      |
| ---- | ---- | -------------- | --------------- | ----------------- | ----------------- |
| 1    | 26   | 26. září 2001  | 22. května 2002 | 15. února 2005    | 9. srpna 2005     |
| 2    | 26   | 18. září 2002  | 21. května 2003 | 5. září 2005      | 3. března 2006    |
| 3    | 24   | 10. září 2003  | 26. května 2004 | 27. května 2006   | 4. listopadu 2006 |
| 4    | 22   | 8. října 2004  | 13. května 2005 | 10. července 2007 | 8. srpna 2007     |

## Seznam dílů

### První řada (2001–2002)
| Č. v seriálu | Č. v řadě | Původní název           | Český název           | Datum       | Režie                 | Scénář                                                                           | Premiéra v USA     | Premiéra v ČR                |
| ------------ | --------- | ----------------------- | --------------------- | ----------- | --------------------- | -------------------------------------------------------------------------------- | ------------------ | ---------------------------- |
| 1–2          | 12        | Broken Bow              | Setkání u Broken Bow  | 16. 4. 2151 | James L. Conway       | Rick Berman a Brannon Braga                                                      | 26. září 2001      | 15. února 200522. února 2005 |
| 3            | 3         | Fight or Flight         | Bojuj nebo uteč       | 6. 5. 2151  | Allan Kroeker         | Rick Berman a Brannon Braga                                                      | 3. října 2001      | 1. března 2005               |
| 4            | 4         | Strange New World       | Tajemný nový svět     | neznámé     | David Livingston      | námět: Rick Berman a Brannon Braga scénář: Mike Sussman a Phyllis Strong         | 10. října 2001     | 8. března 2005               |
| 5            | 5         | Unexpected              | Nečekané setkání      | neznámé     | Mike Vejar            | Rick Berman a Brannon Braga                                                      | 17. října 2001     | 15. března 2005              |
| 6            | 6         | Terra Nova              | Terra Nova            | neznámé     | LeVar Burton          | námět: Rick Berman a Brannon Braga scénář: Antoinette Stella                     | 24. října 2001     | 22. března 2005              |
| 7            | 7         | The Andorian Incident   | Střet s Andoriany     | 19. 4. 2151 | Roxann Dawson         | námět: Rick Berman, Brannon Braga a Fred Dekker scénář: Fred Dekker              | 31. října 2001     | 29. března 2005              |
| 8            | 8         | Breaking the Ice        | Ledy se lámou         | neznámé     | Terry Windell         | Andre Jaquemetton a Maria Jaquemetton                                            | 7. listopadu 2001  | 5. dubna 2005                |
| 9            | 9         | Civilization            | Civilizace            | 31. 7. 2151 | Mike Vejar            | Mike Sussman a Phyllis Strong                                                    | 14. listopadu 2001 | 12. dubna 2005               |
| 10           | 10        | Fortunate Son           | Dítě Štěstěny         | neznámé     | LeVar Burton          | James Duff                                                                       | 21. listopadu 2001 | 19. dubna 2005               |
| 11           | 11        | Cold Front              | Studená fronta        | 12. 9. 2151 | Robert Duncan McNeill | Stephen Beck a Tim Finch                                                         | 28. listopadu 2001 | 26. dubna 2005               |
| 12           | 12        | Silent Enemy            | Tichý nepřítel        | 1. 9. 2151  | Winrich Kolbe         | André Bormanis                                                                   | 16. ledna 2002     | 3. května 2005               |
| 13           | 13        | Dear Doctor             | Drahý doktore…        | neznámé     | James A. Contner      | Andre Jaquemetton a Maria Jaquemetton                                            | 23. ledna 2002     | 10. května 2005              |
| 14           | 14        | Sleeping Dogs           | Spící psi             | neznámé     | Les Landau            | Fred Dekker                                                                      | 30. ledna 2002     | 17. května 2005              |
| 15           | 15        | Shadows of P'Jem        | Stíny P'Jem           | neznámé     | Mike Vejar            | námět: Rick Berman a Brannon Braga scénář: Mike Sussman a Phyllis Strong         | 6. února 2002      | 24. května 2005              |
| 16           | 16        | Shuttlepod One          | Raketoplán jedna      | 9. 11. 2151 | David Livingston      | Rick Berman a Brannon Braga                                                      | 13. února 2002     | 31. května 2005              |
| 17           | 17        | Fusion                  | Splynutí              | neznámé     | Rob Heddon            | námět: Rick Berman a Brannon Braga scénář: Phyllis Strong a Mike Sussman         | 27. února 2002     | 7. června 2005               |
| 18           | 18        | Rogue Planet            | Bludná planeta        | neznámé     | Allan Kroeker         | námět: Rick Berman, Brannon Braga a Chris Black scénář: Chris Black              | 20. března 2002    | 14. června 2005              |
| 19           | 19        | Acquisition             | Zisk                  | neznámé     | James Whitmore, Jr.   | námět: Rick Berman a Brannon Braga scénář: Maria Jaquemetton a Andre Jaquemetton | 27. března 2002    | 21. června 2005              |
| 20           | 20        | Oasis                   | Tajemství oázy        | neznámé     | Jim Charleston        | námět: Rick Berman, Brannon Braga a Stephen Beck scénář: Stephen Beck            | 3. dubna 2002      | 28. června 2005              |
| 21           | 21        | Detained                | Zadrženi              | neznámé     | David Livingston      | námět: Rick Berman a Brannon Braga scénář: Mike Sussman a Phyllis Strong         | 24. dubna 2002     | 5. července 2005             |
| 22           | 22        | Vox Sola                | Osamělý hlas          | neznámé     | Roxann Dawson         | námět: Rick Berman, Brannon Braga a Fred Dekker scénář: Fred Dekker              | 1. května 2002     | 12. července 2005            |
| 23           | 23        | Fallen Hero             | Padlý hrdina          | 9. 2. 2152  | Patrick Norris        | námět: Rick Berman, Brannon Braga a Chris Black scénář: Alan Cross               | 8. května 2002     | 19. července 2005            |
| 24           | 24        | Desert Crossing         | Napříč pouští         | 12. 2. 2152 | David Straiton        | námět: Rick Berman, Brannon Braga a André Bormanis scénář: André Bormanis        | 8. května 2002     | 26. července 2005            |
| 25           | 25        | Two Days and Two Nights | Dva dny a dvě noci    | 18. 2. 2152 | Michael Dorn          | námět: Rick Berman a Brannon Braga scénář: Chris Black                           | 15. května 2002    | 2. srpna 2005                |
| 26           | 26        | Shockwave (Part I)      | Rázová vlna (1. část) | neznámé     | Allan Kroeker         | Rick Berman a Brannon Braga                                                      | 22. května 2002    | 9. srpna 2005                |

### Druhá řada (2002–2003)
| Č. v seriálu | Č. v řadě | Původní název       | Český název           | Datum       | Režie                 | Scénář                                                                                  | Premiéra v USA     | Premiéra v ČR      |
| ------------ | --------- | ------------------- | --------------------- | ----------- | --------------------- | --------------------------------------------------------------------------------------- | ------------------ | ------------------ |
| 27           | 1         | Shockwave (Part II) | Rázová vlna (2. část) | neznámé     | Allan Kroeker         | Rick Berman a Brannon Braga                                                             | 18. září 2002      | 5. září 2005       |
| 28           | 2         | Carbon Creek        | Carbon Creek          | 12. 4. 2152 | James A. Contner      | námět: Rick Berman, Brannon Braga a Dan O'Shannon scénář: Chris Black                   | 25. září 2002      | 12. září 2005      |
| 29           | 3         | Minefield           | Minové pole           | neznámé     | James A. Contner      | John Shiban                                                                             | 2. října 2002      | 19. září 2005      |
| 30           | 4         | Dead Stop           | Konečná               | neznámé     | Roxann Dawson         | Mike Sussman a Phyllis Strong                                                           | 9. října 2002      | 26. září 2005      |
| 31           | 5         | A Night in Sickbay  | Noc na ošetřovně      | neznámé     | David Straiton        | Rick Berman a Brannon Braga                                                             | 16. října 2002     | 3. října 2005      |
| 32           | 6         | Marauders           | Nájezdníci            | neznámé     | Mike Vejar            | námět: Rick Berman a Brannon Braga scénář: David Wilcox                                 | 30. října 2002     | 10. října 2005     |
| 33           | 7         | The Seventh         | Sedmý                 | neznámé     | David Livingston      | Rick Berman a Brannon Braga                                                             | 6. listopadu 2002  | 17. října 2005     |
| 34           | 8         | The Communicator    | Komunikátor           | neznámé     | James A. Contner      | námět: Rick Berman a Brannon Braga scénář: André Bormanis                               | 13. listopadu 2002 | 24. října 2005     |
| 35           | 9         | Singularity         | Singularita           | 14. 8. 2152 | Patrick Norris        | Chris Black                                                                             | 20. listopadu 2002 | 31. října 2005     |
| 36           | 10        | Vanishing Point     | Pára nad hrncem       | neznámé     | David Straiton        | Rick Berman a Brannon Braga                                                             | 27. listopadu 2002 | 7. listopadu 2005  |
| 37           | 11        | Precious Cargo      | Cenný náklad          | 12. 9. 2152 | David Livingston      | námět: Rick Berman a Brannon Braga scénář: David A. Goodman                             | 11. prosince 2002  | 14. listopadu 2005 |
| 38           | 12        | The Catwalk         | Na obslužné lávce     | 18. 9. 2152 | Mike Vejar            | Mike Sussman a Phyllis Strong                                                           | 18. prosince 2002  | 21. listopadu 2005 |
| 39           | 13        | Dawn                | Svítání               | neznámé     | Roxann Dawson         | John Shiban                                                                             | 8. ledna 2003      | 28. listopadu 2005 |
| 40           | 14        | Stigma              | Stigma                | neznámé     | David Livingston      | Rick Berman a Brannon Braga                                                             | 5. února 2003      | 5. prosince 2005   |
| 41           | 15        | Cease Fire          | Příměří               | neznámé     | David Straiton        | Chris Black                                                                             | 12. února 2003     | 12. prosince 2005  |
| 42           | 16        | Future Tense        | Čas budoucí           | neznámé     | James Whitmore, Jr.   | Mike Sussman a Phyllis Strong                                                           | 19. února 2003     | 19. prosince 2005  |
| 43           | 17        | Canamar             | Poslední cesta        | neznámé     | Allan Kroeker         | John Shiban                                                                             | 26. února 2003     | 30. prosince 2005  |
| 44           | 18        | The Crossing        | Výměna                | neznámé     | David Livingston      | námět: Rick Berman, Brannon Braga a André Bormanis scénář: Rick Berman a Brannon Braga  | 2. dubna 2003      | 6. ledna 2006      |
| 45           | 19        | Judgment            | Rozsudek smrti        | neznámé     | James L. Conway       | námět: Taylor Elmore a David A. Goodman scénář: David A. Goodman                        | 9. dubna 2003      | 13. ledna 2006     |
| 46           | 20        | Horizon             | Nové obzory           | 10. 1. 2153 | James A. Contner      | André Bormanis                                                                          | 16. dubna 2003     | 20. ledna 2006     |
| 47           | 21        | The Breach          | Průlom                | neznámé     | Robert Duncan McNeill | námět: Daniel McCarthy scénář: Chris Black a John Shiban                                | 23. dubna 2003     | 27. ledna 2006     |
| 48           | 22        | Cogenitor           | Spolurodič            | neznámé     | LeVar Burton          | Rick Berman a Brannon Braga                                                             | 30. dubna 2003     | 3. února 2006      |
| 49           | 23        | Regeneration        | Regenerace            | 1. 3. 2153  | David Livingston      | Mike Sussman a Phyllis Strong                                                           | 7. května 2003     | 10. února 2006     |
| 50           | 24        | First Flight        | První let             | neznámé     | LeVar Burton          | John Shiban a Chris Black                                                               | 14. května 2003    | 17. února 2006     |
| 51           | 25        | Bounty              | Odměna                | 21. 3. 2153 | Roxann Dawson         | námět: Rick Berman a Brannon Braga scénář: Hans Tobeason, Mike Sussman a Phyllis Strong | 14. května 2003    | 24. února 2006     |
| 52           | 26        | The Expanse         | Delfská oblast        | 24. 4. 2153 | Allan Kroeker         | Rick Berman a Brannon Braga                                                             | 21. května 2003    | 3. března 2006     |

### Třetí řada (2003–2004)
| Č. v seriálu | Č. v řadě | Původní název    | Český název                  | Datum        | Režie                 | Scénář                                                                        | Premiéra v USA     | Premiéra v ČR     |
| ------------ | --------- | ---------------- | ---------------------------- | ------------ | --------------------- | ----------------------------------------------------------------------------- | ------------------ | ----------------- |
| 53           | 1         | The Xindi        | Xindové                      | neznámé      | Allan Kroeker         | Rick Berman a Brannon Braga                                                   | 10. září 2003      | 27. května 2006   |
| 54           | 2         | Anomaly          | Anomálie                     | neznámé      | David Straiton        | Mike Sussman                                                                  | 17. září 2003      | 3. června 2006    |
| 55           | 3         | Extinction       | Zánik                        | neznámé      | LeVar Burton          | André Bormanis                                                                | 24. září 2003      | 10. června 2006   |
| 56           | 4         | Rajiin           | Rajiin                       | neznámé      | Mike Vejar            | námět: Paul Brown a Brent V. Friedman scénář: Brent V. Friedman a Chris Black | 1. října 2003      | 17. června 2006   |
| 57           | 5         | Impulse          | Vražedný impuls              | neznámé      | David Livingston      | námět: Jonathan Fernandez a Terry Matalas scénář: Jonathan Fernandez          | 8. října 2003      | 24. června 2006   |
| 58           | 6         | Exile            | V exilu                      | neznámé      | Roxann Dawson         | Phyllis Strong                                                                | 15. října 2003     | 1. července 2006  |
| 59           | 7         | The Shipment     | Zásilka                      | neznámé      | David Straiton        | Chris Black a Brent V. Friedman                                               | 29. října 2003     | 8. července 2006  |
| 60           | 8         | Twilight         | Soumrak                      | neznámé      | Robert Duncan McNeill | Mike Sussman                                                                  | 5. listopadu 2003  | 15. července 2006 |
| 61           | 9         | North Star       | Severka                      | neznámé      | David Straiton        | David A. Goodman                                                              | 12. listopadu 2003 | 22. července 2006 |
| 62           | 10        | Similitude       | Symbiont                     | neznámé      | LeVar Burton          | Manny Coto                                                                    | 19. listopadu 2003 | 29. července 2006 |
| 63           | 11        | Carpenter Street | Laboratoř v Carpenter Street | neznámé      | Mike Vejar            | Rick Berman a Brannon Braga                                                   | 26. listopadu 2003 | 5. srpna 2006     |
| 64           | 12        | Chosen Realm     | Říše vyvolených              | neznámé      | Roxann Dawson         | Manny Coto                                                                    | 14. ledna 2004     | 12. srpna 2006    |
| 65           | 13        | Proving Ground   | Zkušební oblast              | 6. 12. 2153  | David Livingston      | Chris Black                                                                   | 21. ledna 2004     | 19. srpna 2006    |
| 66           | 14        | Stratagem        | Válečná lest                 | 12. 12. 2153 | Mike Vejar            | námět: Terry Matalas scénář: Mike Sussman                                     | 4. února 2004      | 26. srpna 2006    |
| 67           | 15        | Harbinger        | Předzvěst                    | 27. 12. 2153 | David Livingston      | námět: Rick Berman a Brannon Braga scénář: Manny Coto                         | 11. února 2004     | 2. září 2006      |
| 68           | 16        | Doctor's Orders  | Na radu lékaře               | neznámé      | Roxann Dawson         | Chris Black                                                                   | 18. února 2004     | 9. září 2006      |
| 69           | 17        | Hatchery         | Líheň                        | 8. 1. 2154   | Michael Grossman      | námět: André Bormanis a Mike Sussman scénář: André Bormanis                   | 25. února 2004     | 16. září 2006     |
| 70           | 18        | Azati Prime      | Azati Jedna                  | neznámé      | Allan Kroeker         | námět: Rick Berman, Brannon Braga a Manny Coto scénář: Manny Coto             | 3. března 2004     | 23. září 2006     |
| 71           | 19        | Damage           | Nevratné škody               | neznámé      | James L. Conway       | Phyllis Strong                                                                | 21. dubna 2004     | 30. září 2006     |
| 72           | 20        | The Forgotten    | Zapomenuté                   | neznámé      | LeVar Burton          | Chris Black a David A. Goodman                                                | 28. dubna 2004     | 7. října 2006     |
| 73           | 21        | E²               | E na druhou                  | neznámé      | Roxann Dawson         | Mike Sussman                                                                  | 5. května 2004     | 14. října 2006    |
| 74           | 22        | The Council      | Rada                         | 12. 2. 2154  | David Livingston      | Manny Coto                                                                    | 12. května 2004    | 21. října 2006    |
| 75           | 23        | Countdown        | Odpočet                      | 13. 2. 2154  | Robert Duncan McNeill | André Bormanis a Chris Black                                                  | 19. května 2004    | 28. října 2006    |
| 76           | 24        | Zero Hour        | Hodina H                     | 14. 2. 2154  | Allan Kroeker         | Rick Berman a Brannon Braga                                                   | 26. května 2004    | 4. listopadu 2006 |

### Čtvrtá řada (2004–2005)
| Č. v seriálu | Č. v řadě | Původní název                 | Český název                  | Datum                 | Režie            | Scénář | Premiéra v USA     | Premiéra v ČR     |
| ------------ | --------- | ----------------------------- | ---------------------------- | --------------------- | ---------------- | --- | ------------------ | ----------------- |
| 77           | 1         | Storm Front (Part I)          | Bouřková fronta (1. část)    | neznámé               | Allan Kroeker    | Manny Coto | 8. října 2004      | 10. července 2007 |
| 78           | 2         | Storm Front (Part II)         | Bouřková fronta (2. část)    | neznámé               | Allan Kroeker    | Manny Coto | 15. října 2004     | 11. července 2007 |
| 79           | 3         | Home                          | Doma                         | neznámé               | Allan Kroeker    | Mike Sussman | 22. října 2004     | 12. července 2007 |
| 80           | 4         | Borderland                    | Hraniční pásmo               | 17. 5. 2154           | David Livingston | Ken LaZebnik | 29. října 2004     | 13. července 2007 |
| 81           | 5         | Cold Station 12               | Kryostanice 12               | neznámé               | Mike Vejar       | Michael Bryant | 5. listopadu 2004  | 16. července 2007 |
| 82           | 6         | The Augments                  | Augmenti                     | 27. 5. 2154           | LeVar Burton     | Mike Sussman | 12. listopadu 2004 | 17. července 2007 |
| 83           | 7         | The Forge                     | Výheň                        | neznámé               | Michael Grossman | Garfield Reeves-Stevens a Judith Reeves-Stevens                                                                                            | 19. listopadu 2004 | 18. července 2007 |
| 84           | 8         | Awakening                     | Probuzení                    | neznámé               | Roxann Dawson    | André Bormanis | 26. listopadu 2004 | 19. července 2007 |
| 85           | 9         | Kir'Shara                     | Kir'Shara                    | neznámé               | David Livingston | Mike Sussman | 3. prosince 2004   | 20. července 2007 |
| 86           | 10        | Daedalus                      | Daidalos                     | neznámé               | David Straiton   | Michael Bryant a Ken LaZebnik | 14. ledna 2005     | 23. července 2007 |
| 87           | 11        | Observer Effect               | Zaujatí pozorovatelé         | neznámé               | Mike Vejar       | Garfield Reeves-Stevens a Judith Reeves-Stevens                                                                                            | 21. ledna 2005     | 24. července 2007 |
| 88           | 12        | Babel One                     | Babylon Jedna                | 12. 11. 2154          | David Straiton   | Mike Sussman a André Bormanis | 28. ledna 2005     | 25. července 2007 |
| 89           | 13        | United                        | Spojenci                     | 15. 11. 2154          | David Livingston | námět: Manny Coto scénář: Judith Reeves-Stevens a Garfield Reeves-Stevens                                                                  | 4. února 2005      | 26. července 2007 |
| 90           | 14        | The Aenar                     | Aenarové                     | neznámé               | Mike Vejar       | námět: Manny Coto scénář: André Bormanis                                                                                                   | 11. února 2005     | 27. července 2007 |
| 91           | 15        | Affliction                    | Onemocnění                   | 27. 11. 2154          | Michael Grossman | námět: Manny Coto scénář: Mike Sussman | 18. února 2005     | 30. července 2007 |
| 92           | 16        | Divergence                    | Postižení                    | neznámé               | David Barrett    | Garfield Reeves-Stevens a Judith Reeves-Stevens                                                                                            | 25. února 2005     | 31. července 2007 |
| 93           | 17        | Bound                         | Pouto                        | 27. 12. 2154          | Allan Kroeker    | Manny Coto | 15. dubna 2005     | 1. srpna 2007     |
| 94           | 18        | In a Mirror, Darkly (Part I)  | V zemi za zrcadlem (1. část) | 13. 1. 2155           | James L. Conway  | Mike Sussman | 22. dubna 2005     | 2. srpna 2007     |
| 95           | 19        | In a Mirror, Darkly (Part II) | V zemi za zrcadlem (2. část) | 18. 1. 2155           | Marvin V. Rush   | námět: Manny Coto scénář: Mike Sussman | 29. dubna 2005     | 3. srpna 2007     |
| 96           | 20        | Demons                        | Přízraky                     | 19. 1. 2155           | LeVar Burton     | Manny Coto | 6. května 2005     | 6. srpna 2007     |
| 97           | 21        | Terra Prime                   | Terra I                      | 22. 1. 2155           | Marvin V. Rush   | námět: Judith Reeves-Stevens, Garfield Reeves-Stevens a Andre Bormanis scénář: Judith Reeves-Stevens, Garfield Reeves-Stevens a Manny Coto | 13. května 2005    | 7. srpna 2007     |
| 98           | 22        | These Are the Voyages…        | Toto jsou cesty…             | hvězdné datum 47457,1 | Allan Kroeker    | Rick Berman a Brannon Braga | 13. května 2005    | 8. srpna 2007     |